# اچ‌ام‌اس جیمز (۱۶۳۴)
اچ‌ام‌اس جیمز (۱۶۳۴) (به انگلیسی: HMS James (1634)) یک کشتی بود که طول آن ۱۱۰ فوت (۳۴ متر) بود.